# Събирач на трупове
Събирач на трупове е български игрален филм (драма, от 2015 г. на режисьора Димитър Димитров, по сценарий на Марин Дамянов. Оператор е Борис Славков. Музиката във филма е на Георги Стрезов.

## Сюжет
Ицо (Стоян Радев) работи в специална линейка, наречена „трупарка“. Събира телата на починали и ги кара в моргата – жертви на убийства, самоубийства или бездомни хора, умрели поради неблагоприятните условия на живот. Ицо и шофьорът Авера (Стефан Щерев) се сблъскват всеки ден със суровата смърт.

## В ролите
- Теодора Духовникова – Катя
- Стефан Щерев – авера
- Лидия Инджова – Мими
- Михаил Билалов – Роко
- Стоян Радев – Христо Дончев
- Виктор Андонов – Марио

## Награди
- Наградата за най-добър сценарий на фестивала „Златна роза“ (Варна, 2015) – за Марин Дамянов.[1]

## Източник
1. ↑  Награди от 2015 г. //  Официален сайт на фестивала „Златна роза“.   Посетен на 16 октомври 2021.